# Алькальде Лухан, Луиса Мария
Луиса Мария Алькальде Лухан (исп. Luisa María Alcalde Luján; род. 24 августа 1987) — мексиканская юристка и политическая деятельница левого толка, представляющая Движение национального возрождения «Морена» (ранее Гражданское движение), национальным лидером (президентом или председателем) которого она стала с 1 октября 2024 года. До этого она занимала ряд несколько должностей в правительстве президента Андреса Мануэля Лопеса Обрадора: министра труда (2018—2023) и внутренних дел (2023—2024), а также была федеральным депутатом с 2012 года.

## Биография

### Семья и образование
Дочь профсоюзных деятелей Артуро Алькальде и Берты Елены Лухан Уранги. Её мать занимала должность генерального контролёра в столичном правительстве Лопеса Обрадора во время пребывания того на посту главы правительства Федерального округа (мэра Мехико), была генеральным секретарём (2012—2015) и президентом национального совета (2015—2022) партии «Морена».
Изучала право в Национальном автономном университете Мексики, который окончила в 2011 году, а затем получила магистерскую степень в области государственной политики и трудового права в Калифорнийском университете в Беркли.

### Политическая деятельность
Свою политическую деятельность начала, участвуя в протестах против смещения тогдашнего главы правительства федерального округа Андреса Мануэля Лопеса Обрадора в 2005 году, а затем в «Революции кактусов» — протестах сторонников того же Лопеса Обрадора против предполагаемых фальсификаций на президентских выборах 2006 года.
Вначале состояла в левой партии «Гражданское движение». В 2011 году вступила в национальную политическую ассоциацию «Морена» (Движение национального возрождения), в которой была назначена назначили национальным координатором по делам молодёжи и студентов. В 2012 году была в возрасте 24 лет избрана федеральным депутатом LXII созыва мексиканского парламента от федерального округа (Мехико), представляя левую партию «Гражданское движение». Проработала в Палате депутатов до 2015 года, в том числе в Комитете по труду и социальному обеспечению.

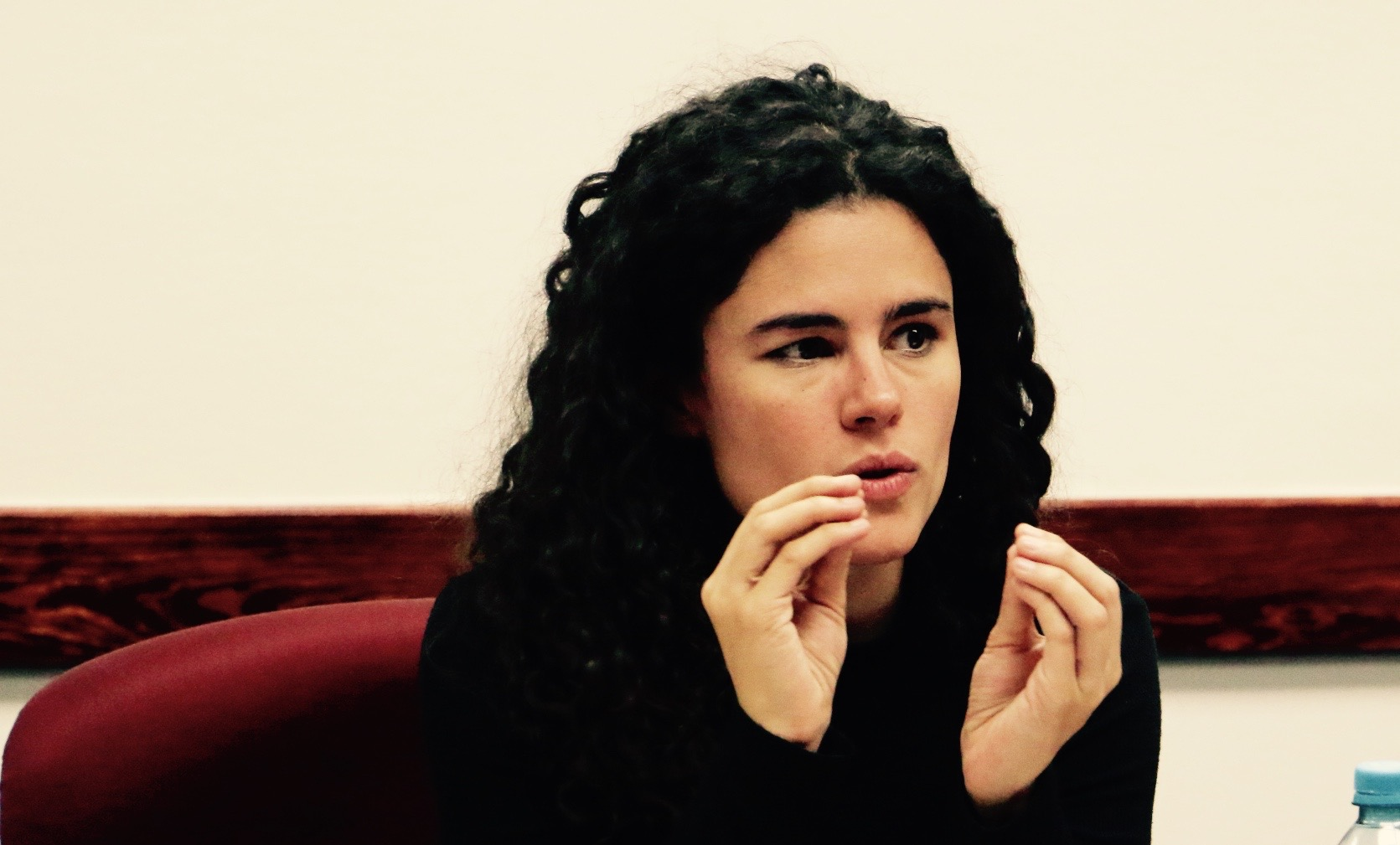
В 2017 году

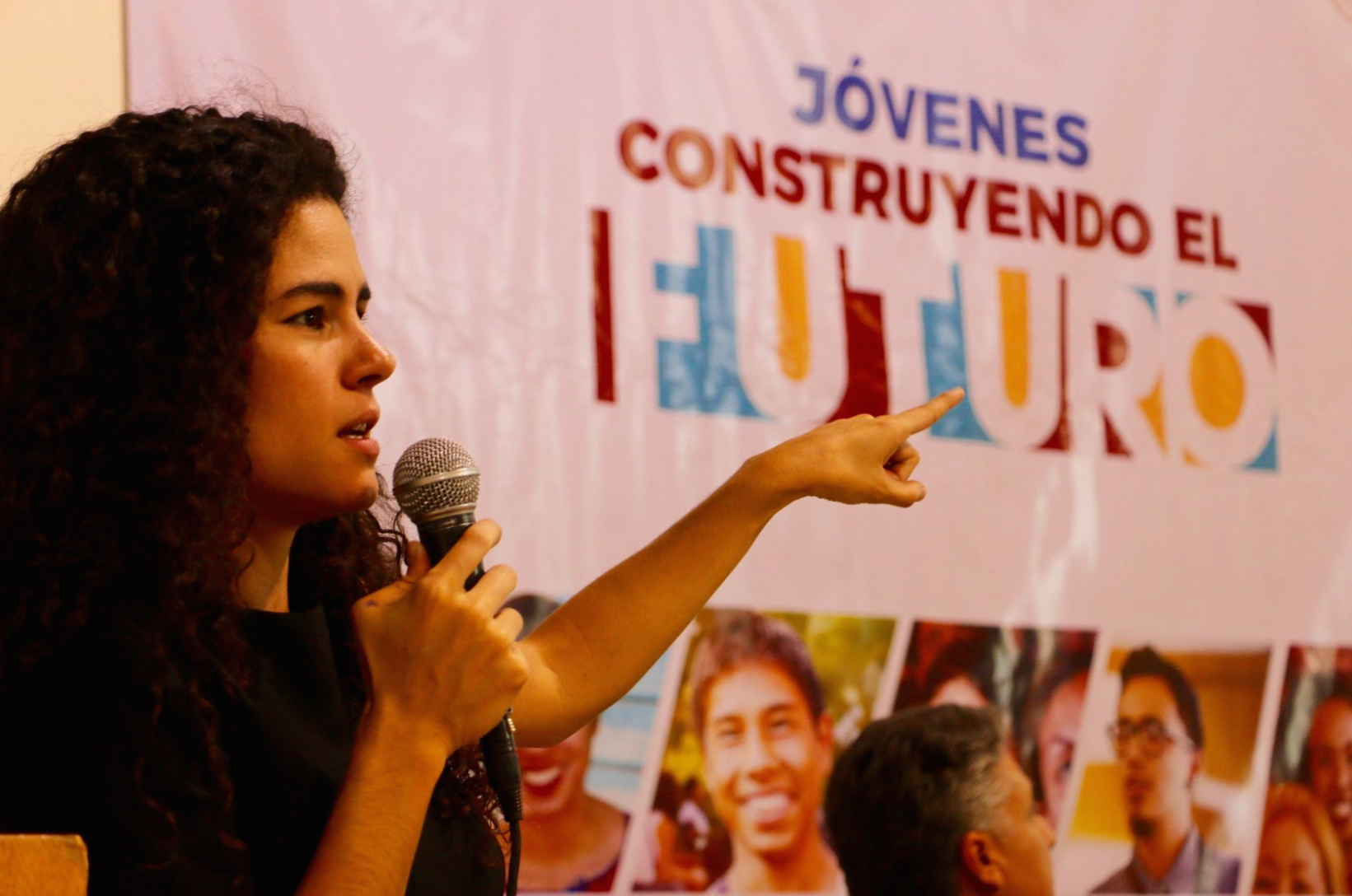
В 2019 году

### Министр
В возрасте 31 года была назначена Лопесом Обрадором, избранным президентом Мексики на выборах 2018 года, на должность министра труда и социальной защиты. В должность вступила 1 декабря 2018 года. На этой должности Алькальде руководила реализацией программы трудовой реформы нового правительства.

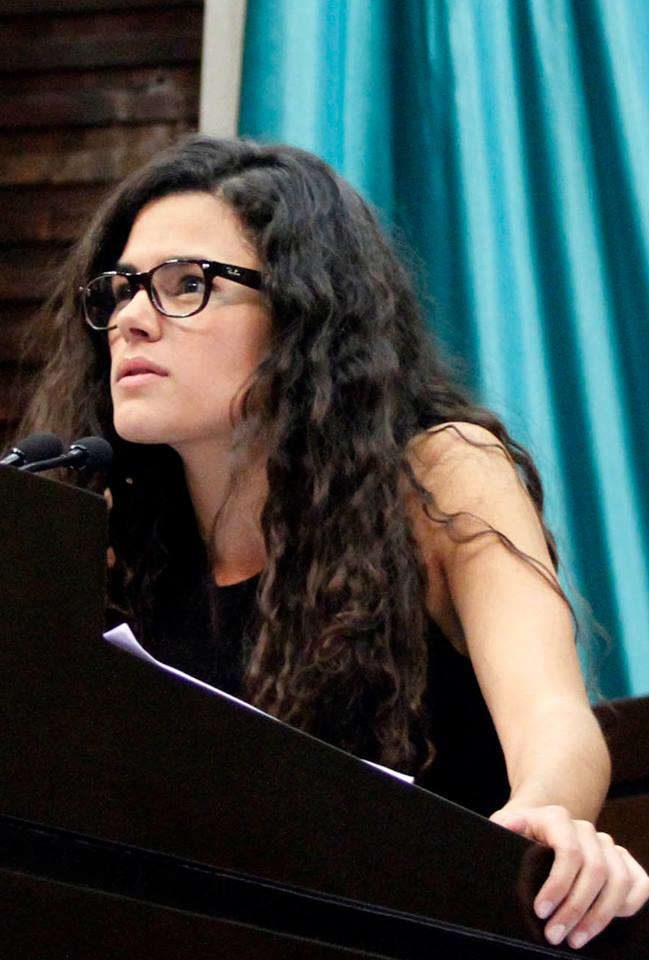
В 2014 году

Среди её приоритетов — повышение минимальной заработной платы, улучшение условий труда, борьба с нестабильной занятостью и безработицей (для трудоустройства молодых людей ею запущена инициатива «Молодежь — строитель будущего»). За время её пребывания в должности минимальная заработная плата выросла примерно на 97 % с поправкой на инфляцию.
В 2023 году ходили слухи, что Алькальде будет предварительным кандидатом на пост мэра Мехико на выборах 2024 года, но в итоге была назначена министром внутренних дел, заменив Адана Аугусто Лопеса, ушедшего в отставку, чтобы баллотироваться на пост президента Движения национального возрождения. Таким образом, Алькальде на момент своего назначения стала самой молодой выдвиженкой, занимавшей эту должность (и второй женщиной после Ольги Санчес Кордеро).
После избрания Клаудии Шейнбаум на пост президента Мексики, Алькальде Лухан, как и предполагалось, стала кандидатом на пост лидера Движения национального возрождения в октябре 2024 года.